# メルセデス・ベンツ・ゼトロス

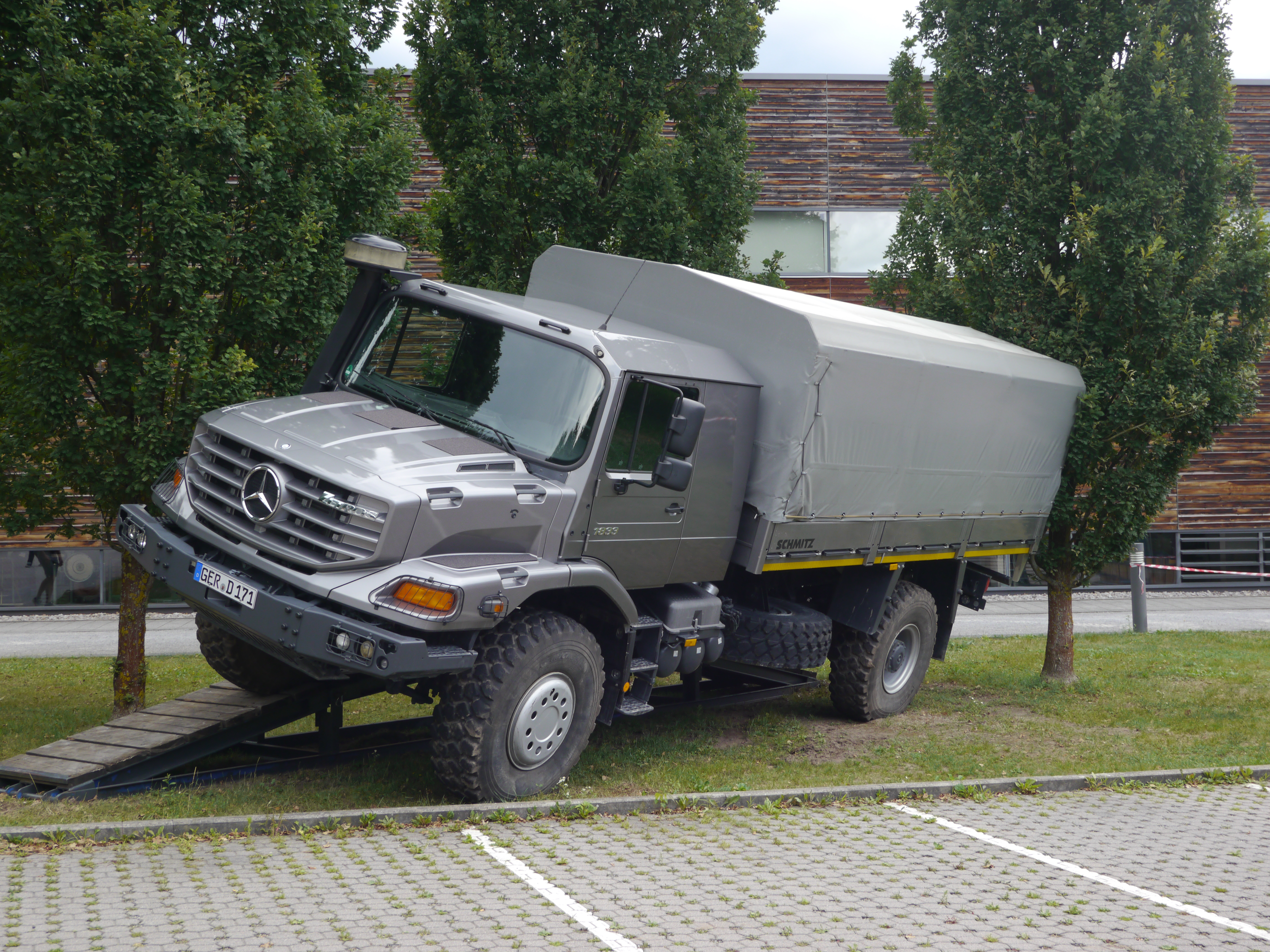
ゼトロス1833

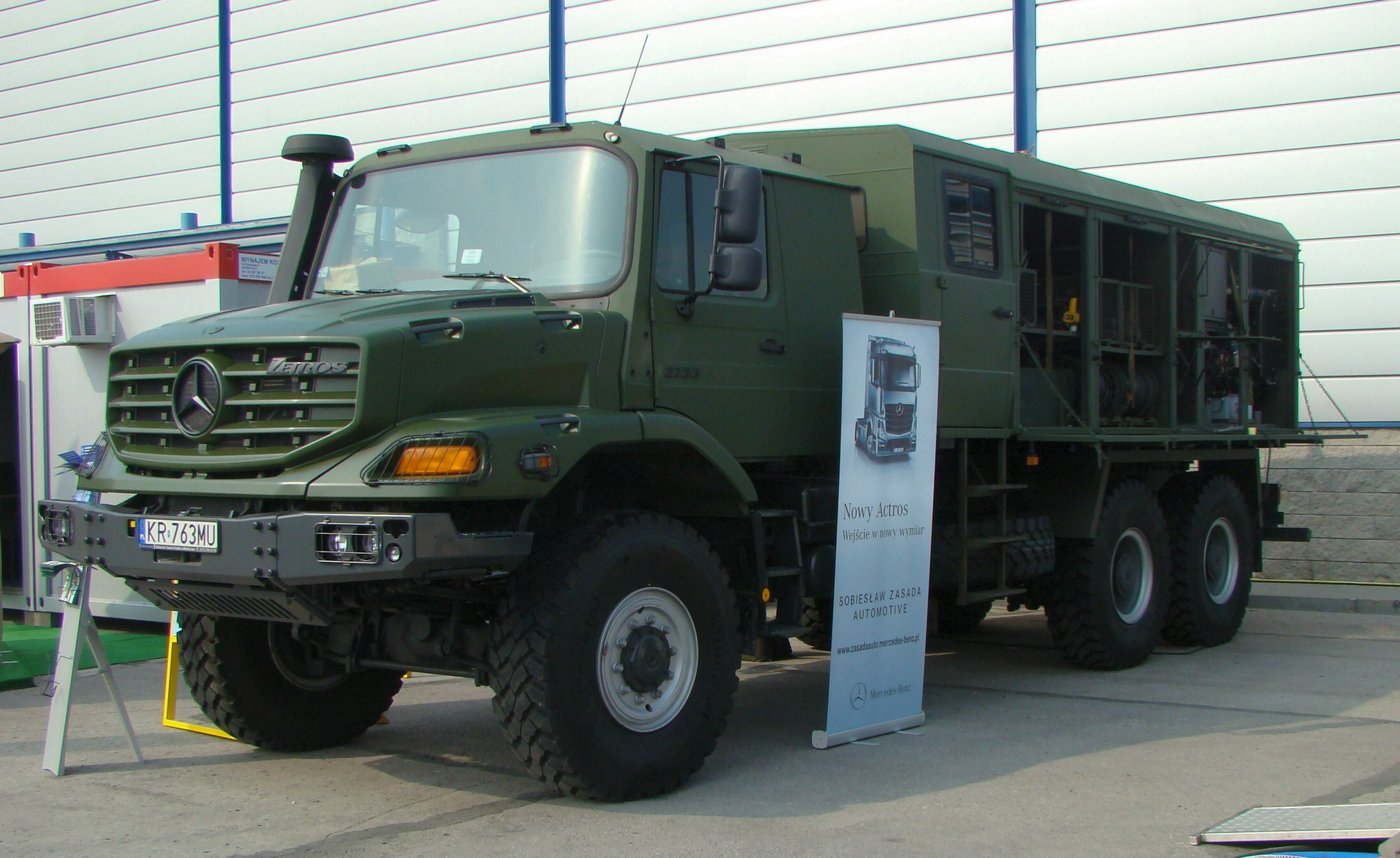
ゼトロス2733

メルセデス・ベンツ・ゼトロス（Mercedes-Benz Zetros）は、ドイツの自動車メーカーであるダイムラー・トラックがメルセデス・ベンツブランドで製造・販売しているオフロード仕様のトラックである。ドイツ陸軍を始めとした軍隊の他、民間でも不整地向けの緊急車両や輸送車両として利用されている。
2008年6月にフランス・パリで開催された防衛機器展示会ユーロサトリで初公開され、2009年にブルガリア陸軍が導入。ドイツ陸軍も2012年に導入が決定した。生産はドイツのヴェルト・アム・マインにあるメルセデス・ベンツのトラック工場で行われている。

## 車体
4輪の「ゼトロス1833」と6輪の「ゼトロス2733」が用意されている。共に全輪駆動で、初期には出力326hpの7.2リットルディーゼルエンジンOM926LAが搭載されていたが、後に出力476hpの12.8リットルディーゼルエンジンOM460に強化されている。
キャビン前方にエンジンを備える、いわゆるボンネットトラックとなっており、これにより全高を抑えてC-130などの戦術輸送機や貨物列車での輸送も可能となっている他、整備のしやすさや安定性の向上、地雷による乗員の被害軽減も図っている。キャビン側面にはシュノーケルを備え、水深1.2mまでの渡渉能力がある。
2012年時点での車両価格は80,000ポンド（約1000万円）からとされる。

## 東日本大震災

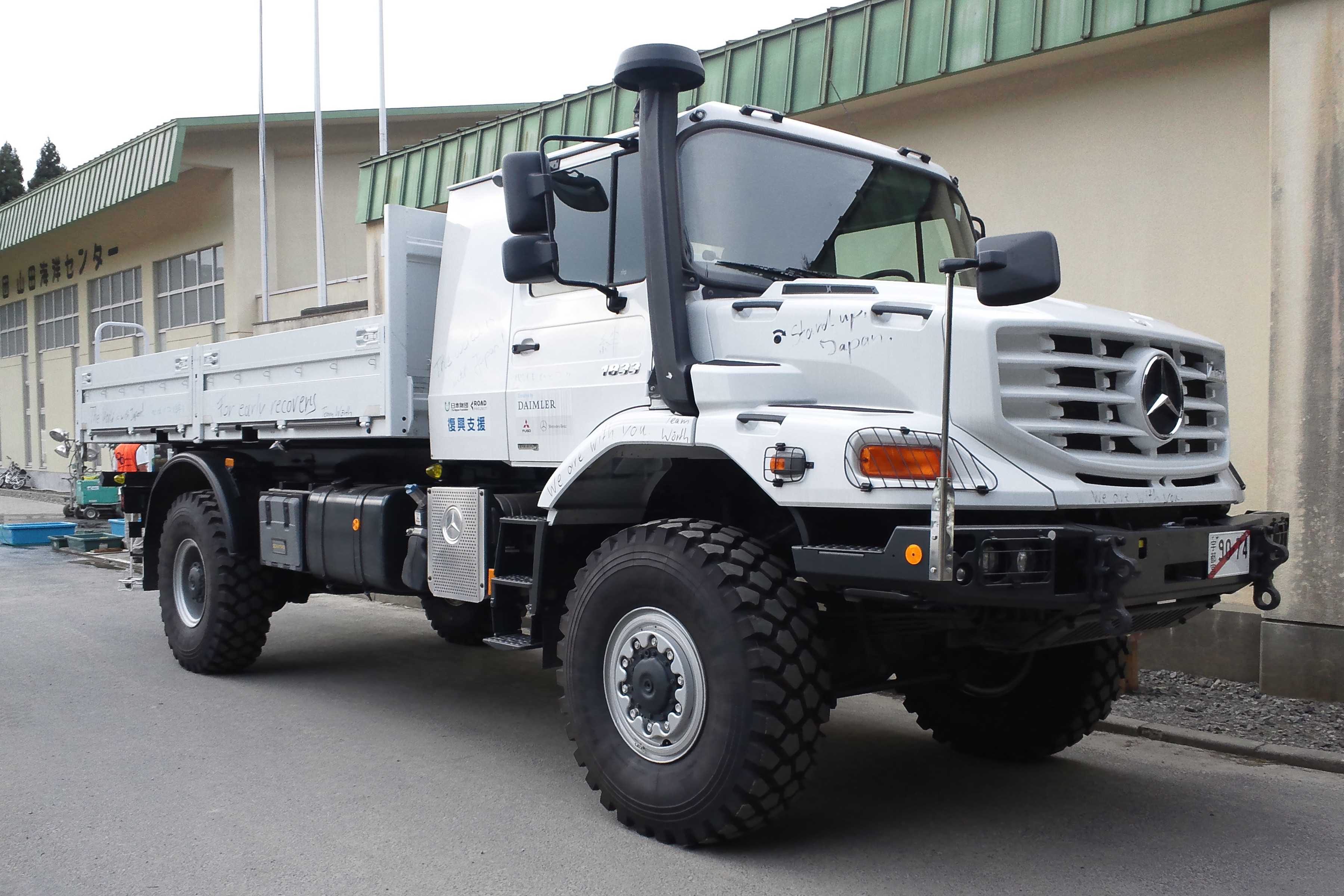
仮ナンバーを付けて岩手県山田町で使用されていた1833。車両右前方にミラーが追加され、車体には英語で多数の応援メッセージが書きこまれている

ゼトロスは日本での販売は行われていなかったが、2011年3月11日の東北地方太平洋沖地震（東日本大震災）の発生を受け、ダイムラーより復興支援として8台のゼトロスがウニモグ4台、Gクラス8台と共に日本に空輸され、これに日本国内の三菱ふそう・キャンターを加えた合計50台が日本財団に寄贈された。
寄贈されたゼトロスは1833が7台、2733が1台で、このうち2台の1833はクレーン付き三転ダンプとなっている。これらはもともと見本車としてヨーロッパ各地の販売店に配置されていたものを緊急に集め、ダイムラー本社で日本で使用するための最低限の改造を施したうえで急遽空輸されたもので、各車とも塗装や細部仕様が異なり、一部の車両には車体の周囲にダイムラー社員からの応援メッセージが無数に書き込まれている。
ゼトロスは日本での認証を取得していなかったために車両登録が行えなかったが、迅速に支援活動を行うために仮ナンバーが交付されて2年間の使用が認められ、被災地に送られたのち物資輸送や瓦礫処理に活用された。
2013年8月、被災地の道路の応急整備がほぼ済み、ゼトロスの公道走行認可も切れたことから、日本財団はキャンターを除くダイムラー寄贈車両の使用を終了した。これに伴い、復興作業に使用されたゼトロス1833のうちの1台が、ウニモグ・Gクラス各1台と合わせて日本自動車博物館に寄贈・展示されることになった。三菱ふそうも一部を引き取っており、後に同社主催の試乗会が開かれている。